# ولاية بلقان
ولاية بلقان (بالتركمانية: Balkan welaýaty / Балкан велаяты)‏، هي إحدى ولايات تركمانستان وهي تعتبر الأكبر من بينهن. وتحد الولاية من الجنوب إيران ومن الشمال أوزبكستان وكازاخستان أما من الغرب بحر قزوين. وتبلغ مساحتها 139,270 وعدد سكانها 553,500.
المدن الكبيرة في الولاية: تركمانباشي، كومداغ، سردار، حظار، وكيزيل أتريك.